# Бурбон, Генриетта Луиза де
Генриетта Луиза Мария Франсуаза де Бурбон (фр. Henriette Louise Marie Françoise Gabrielle de Bourbon, 14 января 1703, Версаль — 19 сентября 1772, Бомон-ле-Тур, метрополия Франции) — французская принцесса, дочь Людовика III Бурбона, принца Конде, и его супруги, Луизы Франсуазы де Бурбон, узаконенной дочери короля Франции Людовика XIV и его знаменитой фаворитки Франсуазы-Атенаис де Монтеспан. Аббатиса в монастыре Бомон-ле-Тур.

## Биография
Генриетта Луиза была седьмым ребёнком и пятой дочерью в семье. Генриетта Луиза выросла в аббатстве Фонтевро. С самого рождения она была известна как мадемуазель де Вермандуа.
Она была в списке потенциальных невест, представленных королю Людовику XV. Список также содержал имена ее будущей невестки Каролины Гессен-Рейнфельс-Ротенбургской, и принцессы Анны Шарлотты Лотарингской, будущей тёти королевы Марии-Антуанетты и настоятельницы Ремиремонта. Имя Генриетты Луизы было занесено в список её братом, герцогом де Бурбоном, который был главным министром Людовика XV. Вместе со своей любовницей мадам де Пленёф герцог хотел сделать свою сестру королевой в надежде через неё влиять на молодого короля. Генриетта Луиза, однако, совсем не хотела выходить замуж за короля; вместо этого она выбрала служение церкви, как и её кузина Луиза Аделаида Орлеанская.
14 января 1727 года Генриетта Луиза постриглась в монахини в аббатстве Бомон-ле-Тур. Она стала настоятельницей монастыря в 1733 году в возрасте 30 лет. В то время она стала известна как Её Высочество, мадам де Бурбон. Ранее настоятельницей Бомонт-ле-Тура была её двоюродная сестра Габриэль, дочь Луи Виктора де Рошешуар-Мортемара, который был старшим братом мадам де Монтеспан.
Генриетта Луиза воспитывала свою внучатую племянницу Луизу Аделаиду де Бурбон. Девочка лишилась матери, Шарлотты де Роган, в возрасте двух лет. Позже Луиза Аделаида сама стала монахиней и настоятельницей аббатства Ремиремонт.
Генриетта Луиза умерла в аббатстве Бомон-ле-Тур в 1772 году, пережив всех своих братьев и сестёр (за исключением вдовствующей принцессы Конти) и была там похоронена на территории монастыря.